# Bellview (Nuovo Messico)
Bellview è una comunità non incorporata (unincorporated community) della contea di Curry, Nuovo Messico, Stati Uniti. È situata nelle Alte Pianure del Llano Estacado, ad un'altitudine di 1 358 metri sul livello del mare. Si trova a 19 km a est di Grady, 9,7 km a est di Broadview e 47,5 km a nord di Clovis. La New Mexico State Road 241 scorre da est a ovest attraverso la comunità. Aveva un proprio ufficio postale fino alla sua chiusura, avvenuta il 22 aprile 1995. Ai giorni d'oggi, la località è abbandonata e può essere paragonata a una città fantasma.